# Hestiasula phyllopus
Hestiasula phyllopus är en bönsyrseart som beskrevs av Wilhem de Haan 1842. Hestiasula phyllopus ingår i släktet Hestiasula och familjen Hymenopodidae. Inga underarter finns listade i Catalogue of Life.